# 辰吉寿以輝
辰吉 寿以輝（たつよし じゅいき、1996年8月3日 - ）は、日本のプロボクサー。大阪帝拳ボクシングジム所属。

## 来歴
1996年8月3日、大阪府守口市出身。プロボクサーで元WBC世界バンタム級チャンピオンの辰吉丈一郎の次男である。
寿以輝が1歳だった1997年11月22日、大阪府立体育会館のリングで父・丈一郎がシリモンコン・ナコントンパークビューにKO勝ちし、WBC世界バンタム級王座を奪取した後に、寿以輝はリング上に上げられ、父に抱き抱えられた場面があり、自身は「少しだけ記憶にある」という。その寿以輝はボクシングを始めたのは幼稚園の時であるが、その当時は「兄がボクシングをしていたから」という理由であり、父親の影響ではなかったことを語っている。
守口市立第二中学校卒業後にプロボクサーになるための準備をし、大阪帝拳に入門、一時は85kgもあった体重を20kg以上の減量をして体を作った。2014年9月にプロテスト受験の意思を父・丈一郎に申し出、父からは「好きにしたらいい」と了承を得た。同年11月24日にプロテストを受験して一発合格を果たした。
2015年4月16日、大阪府立体育会館にて山中慎介vsディエゴ・サンティリャンの前座で、岩谷忠男（神拳阪神）を相手にプロデビュー戦兼スーパーバンタム級4回戦を行い、2回2分45秒でKO勝ちして鮮やかにデビューを果たした。その後も4連勝し、2016年10月1日に東京・後楽園ホールに初お目見えを果たし、スーパーバンタム級6回戦でモンキー修平（大星ボクシングジム）と対戦、初回にダウンを取られたが挽回し、5回1分29秒でTKO勝ちしてデビュー6連勝を飾ると共に8回戦へ進級した。
2016年12月24日、結婚。
2019年7月26日、大阪府立体育会館第2競技場で藤岡拓哉（VADY）と対戦し、8回3-0（77-75、78-75、79-74）で判定勝ちを収めた。
2019年12月17日、大阪府立体育会館第二競技場で初の日本ランカーとなる日本バンタム級5位・WBOアジアパシフィック同級13位の中村誠康と対戦し、左ジャブで1回から中村の右目上を切り裂き、左フックでダウンを奪った。最後は出血でレフェリーストップ。4回2分30秒TKO勝ちを収め、勝利により上位ランク入りが確実となった。しかし、父の丈一郎は1回で仕留めきれなかった内容に「どんくさいなあ」と辛口。寿以輝は「今日はパンチが乗っていた。早く倒そうと飛ばしすぎた」と反省した。大阪帝拳ジムの吉井寛会長は日本に限らず、東洋太平洋などあらゆる可能性を見据え「来年早々にもチャンスがあれば、年内には必ず（タイトル戦を行う）」と明言した。
2020年11月6日、後楽園ホールで今村和寛と対戦するも、2回に偶然のバッティングにより負傷引き分けとなった。この負傷の治療を行うため7日に帰阪して、12針縫ったという。
2021年8月23日、9月11日に予定されていた矢野乃莉守とのプロ15戦目を怪我のため棄権したと所属ジムから発表された。
2023年8月6日、2年9ヶ月ぶりの復帰戦として大阪府立労働センターで山原武人と対戦し、5回1分35秒TKO勝ちを収めた。
2024年1月23日、大阪府立体育会館第一競技場で日本バンタム級10位の与那覇勇気と対戦し、8回2-0（77-75×2、76-76）で判定勝ちを収めた。
2024年12月12日、後楽園ホールでOPBF東洋太平洋スーパーバンタム級王者の中嶋一輝とOPBF東洋太平洋同級タイトルマッチを行うも、2回2分13秒KO負けを喫した。

## 戦績
- プロボクシング：18戦 16勝 (10KO) 1敗 1分

| 戦           | 日付           | 勝敗 | 時間    | 内容    | 対戦相手                                 | 国籍         | 備考                                           |
| ------------ | -------------- | ---- | ------- | ------- | ---------------------------------------- | ------------ | ---------------------------------------------- |
| 1            | 2015年4月16日  | ☆    | 2R 2:45 | KO      | 岩谷忠男（神拳阪神）                     | 日本         | プロデビュー戦                                 |
| 2            | 2015年7月20日  | ☆    | 2R 2:28 | KO      | 岡村直樹（エディタウゼント）             | 日本         |                                                |
| 3            | 2015年12月19日 | ☆    | 4R      | 判定3-0 | 脇田洸一（クラトキ）                     | 日本         |                                                |
| 4            | 2016年3月27日  | ☆    | 4R      | 判定2-1 | 三瓶一樹（ワタナベ）                     | 日本         |                                                |
| 5            | 2016年7月9日   | ☆    | 3R 2:11 | TKO     | リオ・ナインゴラン                       | インドネシア |                                                |
| 6            | 2016年10月1日  | ☆    | 5R 1:29 | TKO     | モンキー修平（大星）                     | 日本         |                                                |
| 7            | 2017年12月24日 | ☆    | 3R 2:19 | KO      | ノンデアル・ソー・バンクハル             | タイ         |                                                |
| 8            | 2018年4月30日  | ☆    | 8R      | 判定3-0 | 石橋俊（仲里）                           | 日本         |                                                |
| 9            | 2018年7月27日  | ☆    | 5R 2:37 | KO      | ノルディー・マナカネ                     | インドネシア |                                                |
| 10           | 2018年12月22日 | ☆    | 3R 2:39 | TKO     | 平島祐樹（三松）                         | 日本         |                                                |
| 11           | 2019年4月5日   | ☆    | 1R 2:07 | TKO     | 松浦大地（ワタナベ）                     | 日本         |                                                |
| 12           | 2019年7月26日  | ☆    | 8R      | 判定3-0 | 藤岡拓弥（VADY）                         | 日本         |                                                |
| 13           | 2019年12月17日 | ☆    | 4R 2:30 | TKO     | 中村誠康（10COUNT）                      | 日本         |                                                |
| 14           | 2020年11月6日  | △    | 2R 2:59 | 負傷    | 今村和寛（本田F）                        | 日本         |                                                |
| 15           | 2023年8月6日   | ☆    | 5R 1:35 | TKO     | 山原武人（泉北）                         | 日本         |                                                |
| 16           | 2024年1月23日  | ☆    | 8R      | 判定2-0 | 与那覇勇気（真正）                       | 日本         |                                                |
| 17           | 2024年5月18日  | ☆    | 8R      | 判定3-0 | コンファー・ナコンルアン・プロモーション | タイ         |                                                |
| 18           | 2024年12月12日 | ★    | 2R 2:13 | KO      | 中嶋一輝（大橋）                         | 日本         | OPBF東洋太平洋スーパーバンタム級タイトルマッチ |
| 19           | 2025年6月7日   | ☆    | 8R      | 判定3-0 | アリエル・アンティマロ                   | フィリピン   |                                                |
| テンプレート |                |      |         |         |                                          |              |                                                |